# Tocofobia
Tocofobia é o medo de gravidez e do parto .